# Šimanovci
Šimanovci (en serbe cyrillique : Шимановци) est une localité de Serbie située dans la province autonome de Voïvodine. Elle fait partie de la municipalité de Pećinci dans le district de Syrmie (Srem). Au recensement de 2011, elle comptait 3 073 habitants.
Šimanovci est officiellement classé parmi les villages de Serbie 

## Géographie
Šimanovci se trouve dans la région de Syrmie et dans la sous-région de Podlužje, qui se caractérise par un relief particulièrement plat. La localité est située à 25 km de Belgrade et à 10 km de l'aéroport Nikola Tesla, l'aéroport international de la capitale serbe.

## Histoire
La localité est mentionnée pour la première fois en 1385. La première église y fut construite en 1756. L'église actuelle, dédiée à saint Nicolas, date de 1790, avec une iconostase peinte en 1822 par Konstantin Lekić, un peintre de Zemun. Au recensement de 1910, la localité comptait 2 002 habitants.

## Démographie

### Évolution historique de la population
| 1948  | 1953  | 1961  | 1971  | 1981  | 1991  | 2002  | 2011  |
| ----- | ----- | ----- | ----- | ----- | ----- | ----- | ----- |
| 1 888 | 1 835 | 1 824 | 1 767 | 2 376 | 2 586 | 3 358 | 3 073 |

|  |

## Économie
Šimanovci a connu un important essor économique et la zone industrielle de la localité concentre la plupart des entreprises de la municipalité de Pećinci, notamment avec de nombreuses filiales de sociétés internationales. Parmi ces sociétés, on peut citer Agena technology, une entreprise dont le siège est en Grande-Bretagne et qui fabrique des machines-outils, Kleeman liftovi, une société gréco-serbe du groupe Kleeman qui fabrique des ascenseurs, Lož, filiale d'une société slovène qui vend des produits métalliques. Une filiale de la société Jub, d'origine slovène, fabrique de la peinture. Doncafé est une société spécialisée dans la fabrication du café ; depuis 2003, elle fait partie du groupe israélien Strauss International à travers sa branche Strauss Adriatic et, en 2007, Strauss Adriatic a investi dans la municipalité de Pećinci avec la construction d'une nouvelle usine ; un musée consacré à Doncafé a également été ouvert à Šimanovci,. Le groupe autrichien Lagermax AED, qui travaille dans le domaine du stockage, du transport et de la logistique, est également installé dans la localité. En 2007, la localité venait de bénéficier pour 200 millions d'euros d'investissement de la part d'entreprises nationales ou internationales.